# 3rd-LOVE Paradise-
3rd: Love Paradise (3rd －Loveパラダイス－) es el tercer álbum de estudio de la agrupación idol de J-Pop Morning Musume, fue lanzado el 23 de marzo de 2000. Sin duda es el álbum más exitoso de esta agrupación, con excepción del álbum Best Of, vendiendo un total de 863 300 copias y posicionándose en el Top 30 del Oricon charts por 7 semanas, además este álbum incluye dos sencillos que sobrepasaron el millón de copias vendidas solo en Japón, estos sencillos son «Love Machine» y «Koi no Dance Site».
El álbum fue certificado oro por el Recording Industry Association de Japón por haber sobrepasado el millón de copias vendidas.
En el 2004, Maki Goto grabó una versión en solitario de la canción «Kuchizuke no Sono Ato» para su segundo álbum de estudio llamado 2 Paint It Gold.

## Canciones
| N.º | Título                                                                                       | Duración |  |
| 1.  | «Ohayō (～おはよう～ ~'Morning~?)»                                                           | 2:02     |  |
| 2.  | «Love Machine (LOVEマシーン?)»                                                               | 5:01     |  |
| 3.  | «Aisha Loan de (愛車ローンで A Beloved Car on Loan?)»                                        | 4:47     |  |
| 4.  | «Kuchizuke no Sono Ato (くちづけのその後 Right After the Kiss?)»                             | 4:54     |  |
| 5.  | «Koi no Dance Site (恋のダンスサイト Dance site of love?)»                                   | 4:29     |  |
| 6.  | «Lunchtime (Rebanira Itame) (ランチタイム～レバニラ炒め～ Lunchtime (Liver Leek Stir Fry)?)» | 3:32     |  |
| 7.  | «Dance Suru no da! (Danceするのだ! The Fact is, We Dance!?)»                                 | 4:50     |  |
| 8.  | «Omoide (おもいで Memory?)»                                                                  | 4:39     |  |
| 9.  | «Harajuku 6:00 Shūgō (原宿6:00集合 Meeting at Harajuku at 6:00?)»                            | 4:23     |  |
| 10. | «Why»                                                                                        | 4:51     |  |
| 11. | «...Suki da yo! (「、、、好きだよ！」 "... I Love You!"?)»                                   | 5:34     |  |
| 12. | «Oyasumi (～おやすみ～ Good Night?)»                                                         | 1:56     |  |